# Ceratophoromyia pentagonalis
Ceratophoromyia pentagonalis är en tvåvingeart som beskrevs av Rudolf Beyer 1959. Ceratophoromyia pentagonalis ingår i släktet Ceratophoromyia och familjen puckelflugor. Inga underarter finns listade i Catalogue of Life.